# Software de gerenciamento de projetos
Um software de gerenciamento de projetos ou software de gestão de projetos tem a capacidade de ajudar a planejar, organizar e gerenciar um conjunto de recursos e desenvolver estimativas de tempo. Dependendo da sofisticação do software, ele pode gerenciar estimativa e planejamento, programação, controle de custos e gestão do orçamento, alocação de recursos, o software de colaboração, comunicação, tomada de decisão, gestão da qualidade e sistemas de documentação ou de administração.
Um sistema de gestão é diferente de um gerenciador de tarefas
O software de gestão é uma ferramenta mais completa, que visa, de fato, fornecer um suporte estratégico ao empreendedor. Com a ferramenta, ele tem uma visão gerencial holística de todos os processos e áreas da empresa.
Por meio da automação dos processos, o principal objetivo é otimizar as tarefas dos profissionais, garantindo produtividade e rentabilidade à agência.  
Além disso, um software oferece recursos que permitem uma gestão mais estratégica e assertiva, baseada em relatórios BI, por exemplo, gerando mais inteligência para o seu negócio.
Já o gerenciador de tarefas permite listar e organizar as atividades que serão executadas na empresa, de tal forma que os profissionais estejam cientes do que é prioridade. Assim, ninguém mais tem desculpa para a perda de prazos.
É uma ferramenta muito mais simples que pode ser insuficiente para dar conta de toda a demanda de organização da empresa. Isso porque os recursos são limitados para atividades complexas, as áreas não são conectadas na plataforma e as informações não ficam a salvo.

## Vantagens
O uso de um software de gerenciamento completo fornece muito mais base e segurança para o gestor, otimizando o fluxo de processos e o alcance de resultados. Ao investir na ferramenta, a empresa experimenta um conjunto de vantagens. São elas:
1. Histórico e acompanhamento do desenvolvimento do negócio: uma das principais vantagens de um software de gestão é o armazenamento das informações. Acessíveis a qualquer momento e de qualquer lugar, elas ainda podem gerar relatórios específicos sempre que necessário.
2. Percepção clara da capacidade da demanda: com o sistema de gestão, pode-se acompanhar a carga de trabalho de todos e avaliar o volume de entregas. Além disso é possível usar este indicador para outras análises, como determinar prazos de entrega mais realistas, avaliar a necessidade de aumento da equipe, etc.  A ferramenta fornece uma visão muito mais real da capacidade de produção do negócio.
3. Alta performance da equipe: com a organização da rotina de trabalho bem definida para todos dentro do software, será possível mensurar uma melhora no desempenho da equipe.
4. Visão sistêmica: um software integrado permite uma visão macro de tudo que acontece dentro da organização, com riqueza de detalhes, se for necessário. Assim, o gestor pode avaliar o desempenho de cada área e dos profissionais envolvidos nos diferentes processos. Tudo isso pode pautar a tomada de decisão em qualquer âmbito da gestão.
5. Previsibilidade para lidar melhor em situações de risco/crise:  aos usar os recursos disponíveis para gerar as informações necessárias, o gestor ganha uma previsibilidade mais apurada com relação aos próximos passos. Com os relatórios financeiros, por exemplo, é possível verificar o fluxo de caixa para cada mês. Desse modo, torna-se mais fácil trabalhar melhor suas decisões em situações de crise ou risco, por exemplo. A plataforma fornece indicadores em tempo real, informações detalhadas, controle e organização da rotina de trabalho.

## Desvantagens
Apesar de trazer muitas vantagens, é preciso considerar também alguns inconvenientes que podem surgir ao implementar um software de gerenciamento de projetos. Veja, a seguir, quais as desvantagens do uso de um software:
1. Custo: a compra, a implementação e a manutenção do software podem custar caro. Além disso, algumas soluções exigem a compra de módulos individuais, ou seja, você pode ter que desembolsar mais do que previu inicialmente.
2. Necessidade de suporte: em alguns casos, a interface do sistema é muito complicada ou o suporte ao cliente é inacessível. Por isso, analise bem a experiência dos usuários antes de contratar. Em algum momento, você precisará do apoio de quem constrói a solução. De nada adiante ter um software excelente e não contar com um suporte ao cliente adequado. O sistema tem que vir pra facilitar e não trazer dores de cabeça.
3. Treinamento: ao optar por uma solução digital de gestão, você precisa ter ciência que essa ferramenta exige tempo de estudo. Para que a empresa aproveite, de fato, as vantagens de um software, o treinamento da equipe precisa ser aprofundado.

## Recursos mais comuns
O software de gestão dá suporte para que o administrador, os demais líderes e o time possam conduzir os projetos e as atividades da melhor maneira possível, registrando todos os dados e informações pertinentes de cada um deles. É como ter a realidade da empresa espelhada na ferramenta! São recursos comuns aos sistemas de gerenciamento:
- Gestão do fluxo de produção das atividades da empresa: um sistema voltado para agências de publicidade, por exemplo,  oferece recursos que permitem uma representação mais fiel da dinâmica da empresa. Eles simplificam o acompanhamento do fluxo completo de cada job: do atendimento à avaliação de resultados.
- Controle financeiro: essa é uma das áreas mais sensíveis de qualquer empresa. Por isso, ter ferramentas que descompliquem e facilitem a gestão de todo o processo financeiro é um avanço que pode, inclusive, aumentar a lucratividade.
- Gestão de tempo: para medir o desempenho de cada colaborador e a produtividade do time, considerando as horas trabalhadas e o valor delas, o timesheet é o recurso que costuma ser acoplado aos softwares.
- Emissão de relatórios e mensuração de resultados: as diferentes funcionalidades de um bom sistema de gestão, a exemplo do timesheet, permitem, por exemplo, mensurar o lucro de cada trabalho, identificar os clientes mais e menos rentáveis e fazer análises comparativas de indicadores financeiros. Muitos softwares geram relatórios mensais, trimestrais, anuais e apresentam até a média do período.
- Armazenamento de dados com segurança: além de manter as informações de clientes, esse recurso é importante para manter protegidos os dados de funcionários e fornecedores.
- Kanban: É uma das ferramentas mais utilizadas para gestão de tarefas e projetos. Palavra de origem japonesa, que pode ser traduzida como “cartão” ou “sinalização” e representa um sistema que objetiva aumentar a eficiência da produção de uma empresa, em resumo, é uma forma de registrar tarefas e ações por meio de simbologias visuais. A aplicação mais comum nos dias de hoje é por meio de um quadro branco divido em três etapas (a fazer, fazendo e feito). Ao invés de fazer a organização por simples post-its ou um quadro branco, muitos softwares já trazem a representação do kanban para facilitar a visualização das atividades.

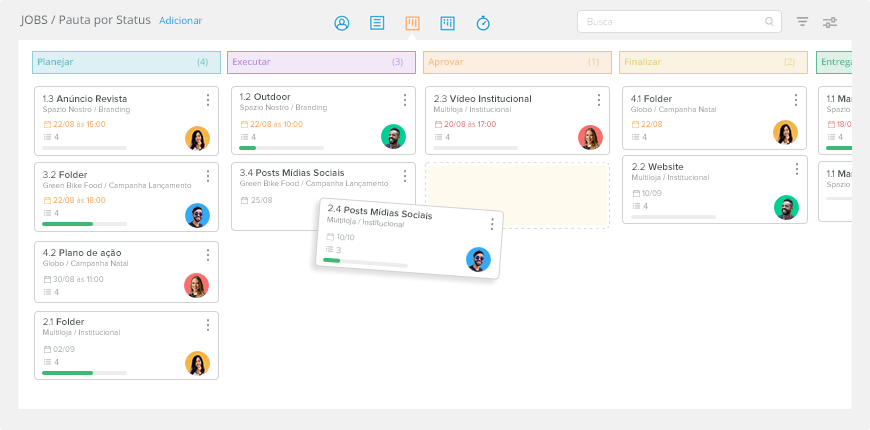
Exemplo de kanban em um software de gerenciamento de projetos.

## Como escolher um software de gestão
Para selecionar a ferramenta que melhor se adapta às necessidades da sua empresa, o ideal é mapeá-las corretamente antes de buscar a melhor solução.
Pense em quais aspectos do fluxo de processos internos você deseja melhorar.
- Analisar produtividade?
- Emitir relatórios completos?
- Integrar todos os setores em uma plataforma?
- Ter controle financeiro?

Feito isso, converse com diferentes fornecedores de software e use o período de trial de cada solução para experimentar as funcionalidades e recursos, na prática.
O contato com os consultores comerciais das soluções é fundamental. Eles podem apresentar o sistema de forma personalizada, pensando na realidade da sua empresa.
Além disso, para fazer uma escolha acertada, considere outros pontos:
1. Infraestrutura: se o sistema requer instalação de servidor o custo será muito alto. Prefira as soluções ofertadas com cloud computing, hospedadas em um banco de dados confiável.
2. Apoio na implantação da solução: verifique se a empresa fornecedora do sistema oferece apoio na fase de implantação da ferramenta. Sem a orientação correta, esse processo pode ser confuso para o time e exige muita energia. Por isso, quanto mais apoio a empresa que oferta o software oferecer, melhor.